# Амон, Бенуа
Бенуа Амон (фр. Benoît Hamon; род. 26 июня 1967, Сен-Ренан) — французский политик-социалист. Участник первого тура президентских выборов 2017 года.

## Биография
Четыре года прожил в Дакаре, когда там работал его отец — инженер и рабочий судоверфи. Получил степень бакалавра истории в Университете Западной Бретани.

### Политическая карьера
В политической деятельности участвовал с 19 лет. После участия в студенческих манифестациях против плана университетских реформ министра-делегата Алена Деваке примкнул к Социалистической партии в 1987 году. С 1993 года был основателем и председателем «Движения молодых социалистов». В то время, наряду с Мануэлем Вальсом, являлся членом клуба «рокардианцев» — молодых сторонников премьер-министра Мишеля Рокара.
В 1995—1997 годах был советником первого секретаря Социалистической партии Лионеля Жоспена по молодёжной политике. В первый раз неудачно баллотировался в Национальное собрание Франции от одного из бретанских районов в 1997 году.
Работал советником Мартин Обри, министра занятости и солидарности в кабинете Жоспена (1997—2000), и директором стратегического планирования в исследовательской компании Ipsos (2001—2002). С 2001 по 2008 годы входил в совет города Бретиньи-сюр-Орж.
На выборах 2004 года получил мандат депутата Европейского парламента, работал в Комитете по экономическим и валютным вопросам и являлся заместителем председателя делегации по связям с США. В качестве евродепутата выступил автором важных докладов по деятельности МВФ и по борьбе с офшорными зонами и банковской тайной. Покинул Европарламент в 2009 году.

### Партийная работа
С 2003 года входит в национальный совет Социалистической партии, в ноябре 2005 г. был назначен её национальным секретарём, но ушёл с поста два года спустя, выступив против попыток реанимировать проект Конституции ЕС, в борьбе с которым он активно участвовал в 2004 г. После ухода с поста в партии был членом правления Университета Париж 8 (2008—2009).
Относился к левому крылу Соцпартии, представлял его фракцию Новая социалистическая партия и течение «Передовой мир». Считается экосоциалистом, а также почитателем американского сенатора-социалиста Берни Сандерса и лидера британских лейбористов Джереми Корбина, с которыми его часто сравнивают.
На XXII съезде Соцпартии в Реймсе (2008) был ведущим представителем левых социалистов и их кандидатом на пост первого секретаря. В итоге, на выборах первого секретаря партии занял третье место (22,6 %) после Сеголен Руаяль (42,9 %) и Мартин Обри (34,5 %), с которой ранее работал и которую поддержал во втором туре.

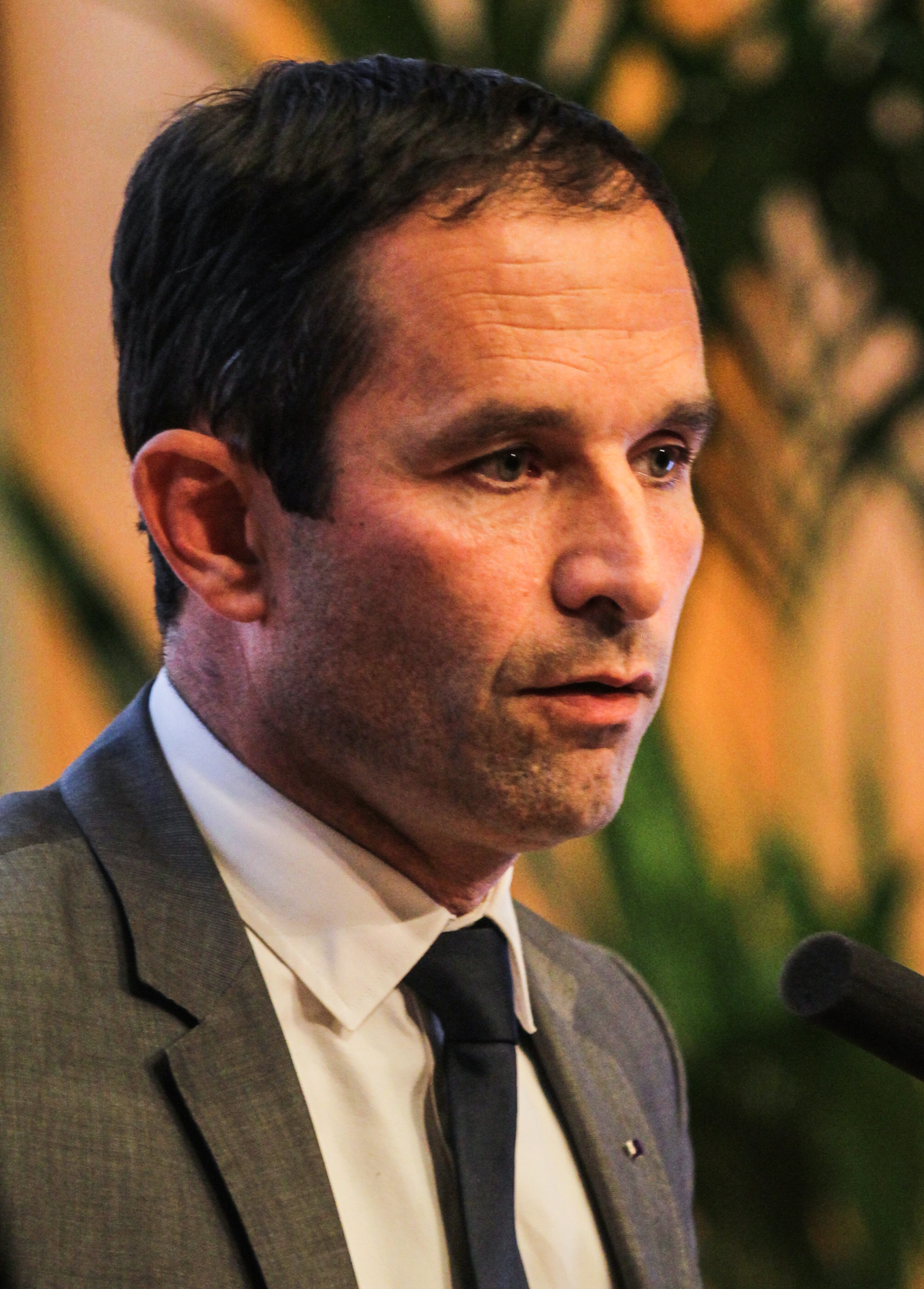
Амон в 2015 году

По назначению Обри в 2008—2012 годах был спикером (пресс-секретарём) Социалистической партии. В июне 2012 года победил в парламентских выборах по 11-му району Ивелин (Иль-де-Франс).

### В правительстве
16 мая 2012 года назначен на должность министра-делегата по делам социальной и солидарной экономики при министре экономики, финансов и внешней торговли Пьере Московиси в правительстве Жан-Марка Эро. На этой должности проявил себя как автор законов по пенсионным отчислениям работников (расширявшего «экономику солидарности» и поощрявшего компании к социально ответственному инвестированию) и защите прав потребителей. 2 апреля 2014 года получил портфель министра народного образования, высшего образования и научных исследований в правительстве Мануэля Вальса.
Критически относился к неолиберальной политике «жёсткой экономии» и прорыночному социал-либеральному курсу своих однопартийцев президента Франсуа Олланда и премьер-министра Мануэля Вальса (например, выступал против «закона Макрона»). По этой причине, требуя «изменения политики и более эффективной борьбы против безработицы и неравенства», он оставил правительство 25 августа того же года вместе с министром экономики Арно Монтебуром и министром культуры Орели Филиппетти, также представлявшими левосоциалистическое крыло партии. С декабря 2015 года состоял региональным советником в Иль-де-Франс.

### Президентская кампания 2017 года

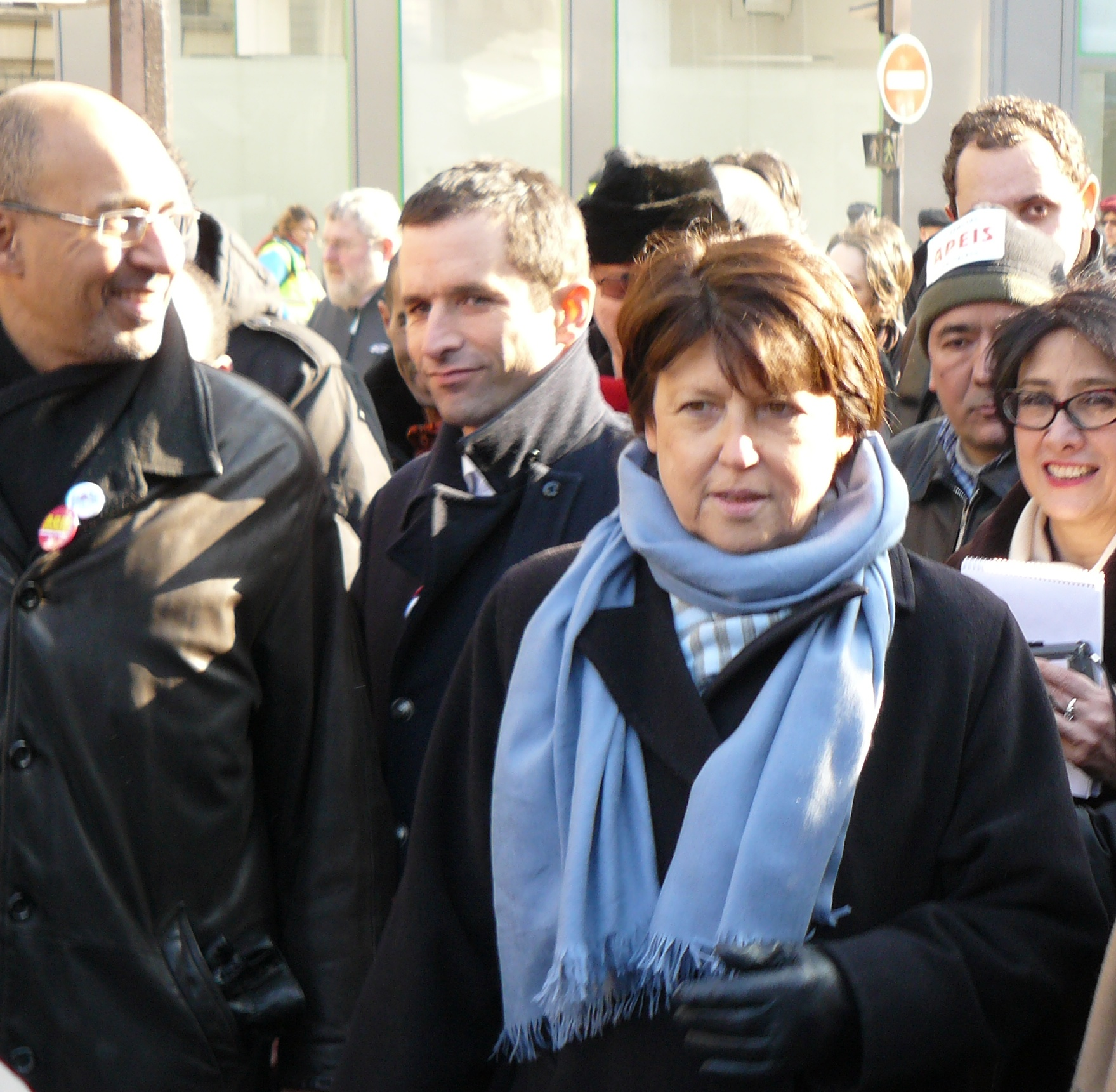
Арлем Дезир, Бенуа Амон и Мартин Обри на манифестации, 2009 год

Победил в первом и втором туре праймериз Социалистической партии, став её кандидатом в президенты 29 января 2017 года. Вначале он обошёл шесть других кандидатов с 36,03 % голосов, и, заручившись поддержкой второго левого кандидата Арно Монтебура, вышел во второй тур, где его соперником был считавшийся фаворитом и кандидатом истеблишмента Мануэль Вальс. Амон победил его с большим перевесом, получив 58,71 % голосов.
Программа Амона предусматривает возвращение к идеологически левым истокам Социалистической партии, в частности к приоритету защиты прав рабочих, окружающей среды и гражданских свобод:
После Франсуа Миттерана, Лионеля Жоспена, Сеголен Руаяль и Франсуа Олланда я имею честь олицетворять ваши ожидания прогресса, ваши надежды на справедливость. И я желаю идти к ним новым путем. Я убежден, что против правого крыла привилегированных, правых консерваторов и разрушительных правых радикалов наша страна нуждается в левом лагере. Но это должен быть современный, инновационный, смотрящий в лицо будущему левый лагерь, воспринимающий мир таким, какой он есть, а не таким, каким он был, способный создать и принести народу желаемое будущее.

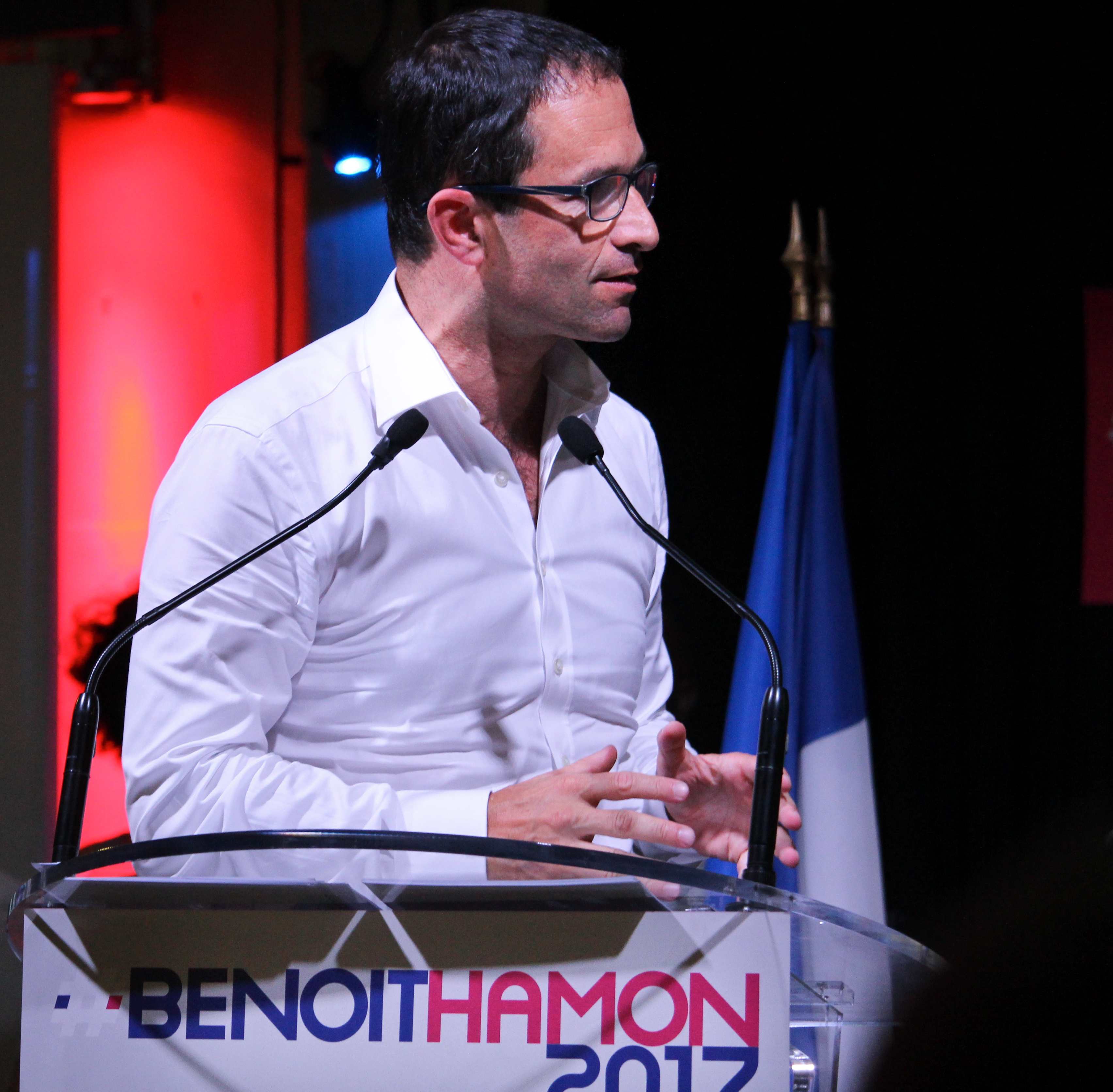
Амон на встрече с избирателями в Сен-Дени

Требования Амона включают отмену принятой правительством Вальса трудовой реформы (Закона Эль-Хомри), вызвавшей длительные массовые протесты, а также: внедрение «зелёной экономики» (увеличение инвестиций в возобновляемую энергетику с целью увеличения её доли в стране до 50 % к 2025 году, постепенный запрет дизельного топлива и сокращение использования атомной энергии), налог на продукцию, производимую роботами (чтобы компенсировать потери рабочих мест от автоматизации), легализацию марихуаны и конституционную защиту «общих благ» (водные ресурсы, воздух, биоразнообразие).
Он поддерживают идею провозглашения Шестой Республики (на смену существующей Пятой) в результате проведения референдума о новой конституции, которая бы ограничивала полномочия президента и устанавливала для него единый семилетний срок без права на переизбрание.
Главным пунктом его предложений является амбициозный, но чрезвычайно затратный проект по трёхэтапному введению безусловного базового дохода — ежемесячные универсальные выплаты для всех французов вне зависимости от их материального положения:
- Увеличение минимального размера государственных пособий на 10 % до 600 евро в месяц.
- Распространение выплат на всех граждан в возрасте от 18 до 25 лет.
- Предоставление выплат, увеличенных до 750 евро на всех граждан Франции после 2022 года[9].

Бенуа Амон выступает с критикой внешней политики руководства России, которую рассматривает как «агрессивный империализм» (в частности, в Сирии — ситуацию в Алеппо он назвал «самой большой гуманитарной драмой последних десятилетий»), и «снисходительного отношения властей Франции к Владимиру Путину», в отношении которого нужно «проявлять решимость». У него более благожелательное отношение к помощи мигрантам, чем у большинства остальных кандидатов на выборах 2017 года.
Бенуа Амон проиграл в первом туре, набрав 6,34 % голосов избирателей, заняв пятое место. Призвал своих сторонников голосовать за Эмманюэля Макрона во втором туре.

### Выход из Соцпартии
11 июня 2017 года Амон потерпел новое поражение: в первом туре парламентских выборов он в своём 11-м округе департамента Ивелин на 165 голосов отстал от кандидата «Республиканцев» Жана-Мишеля Фургу, который с результатом 23,09 % вышел во второй тур вместе с представительницей президентской партии «Вперёд, Республика!» Надей Аи.
1 июля 2017 года объявил о выходе из Социалистической партии и учреждении им левого «Движения 1 июля», уточнив при этом, что он не порывает с социализмом и социалистами.
2 декабря 2017 года движение, успевшее получить краткое наименование M1717 (сокращение от «Mouvement 01.07.17»), переименовано в результате опроса 28 тыс. активистов в движение Génération⋅s (соответствующее объявление сделал сам Амон в Ле-Мане). По данным Амона, в общей сложности в политическом объединении участвуют 42 400 человек, созданы 550 местных комитетов. На международном уровне движение Génération⋅s сотрудничает с DiEM25 Яниса Варуфакиса.
На европейские выборы в мае 2019 года пошёл во главе списка движения Génération⋅s, который получил поддержку 3,27 % избирателей и не провёл в Европарламент ни одного депутата. 27 мая 2019 года Бенуа Амон объявил о завершении политической карьеры.

## Личная жизнь
Состоит в гражданском браке с датчанкой Габриэллой Гуаллар, имеет двух дочерей.